# Piero Gherardi
Piero Gherardi (20 de novembro de 1909 — Roma, 8 de junho de 1971) é um figurinista italiano. Venceu o Oscar de melhor figurino na edição de 1962 pelo filme La Dolce Vita e na edição de 1964 por 8½.